# Солсбери, Эдвард Джеймс
Эдвард Джеймс Солсбери (англ. Edward James Salisbury; 16 апреля 1886 — 10 ноября 1978) — английский ботаник и эколог. Он родился в Гарпендене, Хартфордшир, изучал ботанику в Университетском колледже Лондона, который окончил в 1905 году. В 1913 году он получил степень доктора наук, защитив диссертацию по тематике ископаемого семена и был назначен старшим преподавателем Лондонского университета королевы Марии. Он вернулся в Университетский колледж Лондона как старший преподаватель, с 1924 как лектор из экологии растений и с 1929 профессор (англ. Quain Professor) ботаники.
Он был директором Королевских ботанических садов в Кью с 1943 до 1956 года. Он отвечал за восстановление садов после Второй мировой войны.
15 марта 1933 года он был избран членом Лондонского королевского общества и получил Королевскую медаль в 1945 году за «значительный вклад в экологию растений и изучение британской флоры в целом». В 1935 году он был награждён медалью мемориальной медалью Вейча Королевского садоводческого общества в знак признания своей книги "The Living Garden" (1935), которая была чрезвычайно популярной. В 1939 году, он получил Орден Британской империи и в 1946 году рыцарский титул.
В начале его исследования были сосредоточены на экологии леса, особенно в его родном Хартфордшире. Впоследствии он впервые исследовал размер семян и репродуктивный выход растений по отношению к среде обитания. Он также исследовал экологию садовых сорняков и растительности дюны.

## Научные книги
- The Living Garden". 1936
- "Flowers of the Woods". 1946
- Durand, Théophile; Benjamin Daydon Jackson, William Turner Thiselton-Dyer, David Prain, Arthur William Hill, Edward James Salisbury (1908). Index Kewensis plantarum phanerogamarum: Supplementum Tertium Nomina et Synonyma Omnium Generum et Specierum AB Initio Anni MDCCCCI Usque AD Finem Anni MDCCCCV Complectens (вид. suppl.3 (1901-1905)). Royal Botanic Gardens, Kew. Процитовано 2008-05-27.
- Salisbury, E.J. (1935). The Living garden, or the how and why of garden life. London: George Bell & Sons. Unknown ID: N000193912.
- Salisbury, E.J. (1942). The Reproductive Capacity of Plants. London: George Bell & Sons.
- Salisbury, E.J. (1952). Downs and Dunes: their plant life and its environment. London: George Bell & Sons.
- Salisbury, E.J. (1961). Weeds and Aliens. The New Naturalists 43. London: Collins.
- Salisbury, E.J. (1962). The Biology of Garden Weeds. The Royal Horticultural Society.

## Избранные научные статьи
- Солсбери, E. J. (1916) The emergence of the aerial organs in woodland plants. Journal of Ecology 4 (3-4): 121-128.
- Солсбери, E. J. (1920) The significance of the calcicolous habit. Journal of Ecology 8 (1): 202-215.
- Солсбери, E. J. (1922) Stratification and Hydrogen-ion concentration of the soil in relation to leaching and plant succession with special reference to woodlands. Journal of Ecology 9 (2): 220-240.
- Солсбери, E. J. (1925) The incidence of species in relation to soil reaction. Journal of Ecology 13 (1): 149-160.
- Солсбери, E. J. (1925) Note on the edaphic succession in some dune soils with special reference to the time factor. Journal of Ecology 13 (2): 322-328.
- Солсбери, E. J. (1925) Note on the edaphic succession in some dune soils with special reference to the time factor. Journal of Ecology 13 (2): 322-328.
- Солсбери, E. J. (1926) The geographical distribution of plants in relation to climatic factors. The Geographical Journal 67 (4): 312-335. Discussion on pp. 335–342 by H. N. a Ridley.o.
- Солсбери, E. J. (1927) On the causes and ecological significance of stomatal frequency with special reference to woodland flora. Philosophical Transactions of the Royal Society of London, series B 216 (1928): 1-65.
- Солсбери, E. J. (1929) The biological equipment of species in relation to competition. Journal of Ecology 17 (2): 197-222.
- Солсбери, E. J. (1930) Mortality amongst plants and its bearing on natural selection. Nature 125 : 817. Commented by Ronald A. Fisher (1930) in Nature 125: 972-973.; Reply by Salisbury in Nature 126: 95-96.
- Солсбери, E. J. (1971) The pioneer vegetation of exposed muds and its biological features. Philosophical Transactions of the Royal Society of London Series B: Biological Sciences 259 : 207-255.
- Солсбери, E. (1974) Seed size and mass in relation to environment. Proceedings of the Royal Society of London Series B: Biological Sciences 186 (1083): 83-88.
- Солсбери, E. (1975) The survival value of modes of dispersal. Proceedings of the Royal Society of London Series B: Biological Sciences 188 (1091): 183-188.
- Солсбери, E. (1976) Seed output and the efficacy of dispersal by wind. Proceedings of the Royal Society of London Series B: Biological Sciences 192 (1108): 323-329.